# Discografia de Paul Young
A discografia de Paul Young consiste em oito álbuns de estúdio, um DVD, treze coletâneas e trinta e seis singles. Paul é um cantor inglês, nascido em 1956, na cidade de Luton.

## Álbuns

### Álbuns de estúdio

#### Como artista solo
| 1983                                                                                  | No Parlez - Lançamento: 18 de julho de 1983 - Gravadora: CBS - Formatos: CD, cassette, LP                              | 1  | 4  | 16 | 1  | 1  | 3  | 3 | 1  | 1  | 79  | - UK: 3× Platina            |
| 1985                                                                                  | The Secret of Association - Lançamento: 25 de março de 1985 - Gravadora: Columbia - Formatos: CD, cassette, LP         | 1  | 20 | 7  | 6  | 1  | 3  | 2 | 1  | 4  | 19  | - UK: 2× Platina - US: Ouro |
| 1986                                                                                  | Between Two Fires - Lançamento: Outubro de 1986 - Gravadora: Columbia - Formatos: CD, cassette, LP                     | 4  | —  | —  | 63 | 23 | 39 | — | 19 | 27 | 77  | - UK: Platina               |
| 1990                                                                                  | Other Voices - Lançamento: Junho de 1990 - Gravadora: Columbia - Formatos: CD, cassette, LP                            | 4  | —  | —  | —  | 51 | —  | — | 40 | —  | 142 | - UK: Ouro                  |
| 1993                                                                                  | The Crossing - Lançamento: Outubro de 1993 - Gravadora: Columbia - Formatos: CD, cassette, MD                          | 27 | —  | —  | 82 | 65 | —  | — | —  | —  | —   |                             |
| 1994                                                                                  | Reflections - Lançamento: Novembro de 1994 - Gravadora: Vision - Formatos: CD                                          | 64 | —  | —  | —  | 39 | —  | — | —  | —  | —   |                             |
| 1997                                                                                  | Paul Young - Lançamento: Maio de 1997 - Gravadora: East West - Formatos: CD                                            | 39 | —  | —  | 90 | —  | —  | — | —  | —  | —   |                             |
| 2006                                                                                  | Rock Swings – On the Wild Side of Swing - Release: Junho de 2006 - Gravadora: SonyBMG - Formatos: CD, download digital | —  | —  | —  | 89 | —  | —  | — | —  | —  | —   |                             |
| 2016                                                                                  | Good Thing - Release: Abril de 2016 - Gravadora: New State Music - Formatos: CD, download digital                      | 87 | —  | —  | —  | —  | —  | — | —  | —  | —   |                             |
| "—" indica lançamentos que não entraram nas tabelas ou não foram lançados nesse país. | |    |    |    |    |    |    |   |    |    |     |                             |

#### Como artista convidado
| Ano  | Detalhes do álbum         | UK |
| ---- | ------------------------- | -- |
| 2010 | Giants (Álbum de Chicane) | 35 |

### Coletâneas
| 1991 | From Time to Time – The Singles Collection - Lançamento: 9 de setembro de 1991 - Gravadora: Columbia - Formatos: CD, cassette, LP, MD | 1  | 6 | —  | 4  | 32 | 3  | 2 | 2 | 6 | — | - UK: 3× Platina |
| 1993 | Love Hurts - Gravações com Q-Tips - Lançamento: 1993 - Gravadora: Success - Formatos: CD                                              | —  | — | —  | —  | —  | —  | — | — | — | — |                  |
| 1995 | Best Ballads - Lançamento: 1995 - Gravadora: Columbia - Formatos: CD                                                                  | —  | — | —  | —  | 36 | 40 | — | — | — | — |                  |
| 1996 | Love Songs - Lançamento: Outubro de 1996 - Gravadora: Columbia - Formatos: CD                                                         | 93 | — | —  | —  | —  | —  | — | — | — | — |                  |
| 1999 | Simply the Best - Lançamento: 1999 - Gravadora: Columbia - Formatos: CD                                                               | —  | — | —  | —  | —  | —  | — | — | — | — |                  |
| 2000 | Best of Paul Young - Lançamento: Agosto de 2000 - Gravadora: Columbia - Formatos: CD                                                  | —  | — | —  | 13 | —  | —  | — | — | — | — |                  |
| 2001 | Love Will Tear Us Apart - Lançamento: 2001 - Gravadora: Columbia - Formatos: CD                                                       | —  | — | —  | —  | —  | —  | — | — | — | — |                  |
| 2002 | Greatest Hits - Lançamento: 2002 - Gravadora: Columbia - Formatos: CD                                                                 | —  | — | 16 | —  | —  | —  | — | — | — | — |                  |
| 2003 | Super Hits - Lançamento: 2003 - Gravadora: Columbia - Formatos: CD                                                                    | —  | — | —  | —  | —  | —  | — | — | — | — |                  |
| 2003 | The Essential - Lançamento: Junho de 2003 - Gravadora: Columbia - Formatos: CD                                                        | 27 | — | —  | —  | —  | —  | — | — | — | — |                  |
| 2007 | Collections - Lançamento: 2007 - Gravadora: Columbia - Formatos: CD                                                                   | —  | — | —  | —  | —  | —  | — | — | — | — |                  |
| 2008 | Hit Collection - Lançamento: 2008 - Gravadora: Columbia - Formatos: CD                                                                | —  | — | —  | —  | —  | —  | — | — | — | — |                  |
| 2008 | Wherever I Leave My Hat: The Best of Paul Young - Lançamento: 2008 - Gravadora: Music Club Deluxe - Formatos: CD                      | —  | — | —  | —  | —  | —  | — | — | — | — |                  |
| 2013 | Remixes and Rarities - Lançamento: 2013 - Gravadora: Cherry Red Records - Formatos: CD                                                | —  | — | —  | —  | —  | —  | — | — | — | — |                  |
| 2013 | "—" indica lançamentos que não entraram nas tabelas ou não foram lançados nesse país.                                                 |    |   |    |    |    |    |   |   |   |   |                  |

### Álbuns ao vivo
| 1984                                                                                  | Come Back... Live - com Q-Tips - Lançamento: 1984 - Gravadora: Teldec - Formatos: LP | — | — | — | 49 | — | — | — | — | — | — |
| "—" indica lançamentos que não entraram nas tabelas ou não foram lançados nesse país. |                                                                                      |   |   |   |    |   |   |   |   |   |   |

### Outros álbuns
| 2002                                                                                  | Los Pacaminos - com Los Pacaminos - Lançamento: 2002 - Gravadora: Mazur Medi/SunnyMoon - Formatos: CD      | — | — | — | — | — | — | — | — | — | — |
| 2014                                                                                  | A Fistful of Statins - com Los Pacaminos - Lançamento: 2014 - Gravadora: Cherry Red Records - Formatos: CD | — | — | — | — | — | — | — | — | — | — |
| "—" indica lançamentos que não entraram nas tabelas ou não foram lançados nesse país. | |   |   |   |   |   |   |   |   |   |   |

## Singles
| Ano                                                                                   | Single                                              | Melhores posições nas paradas | Melhores posições nas paradas | Melhores posições nas paradas | Melhores posições nas paradas | Melhores posições nas paradas | Melhores posições nas paradas | Melhores posições nas paradas | Melhores posições nas paradas | Melhores posições nas paradas | Melhores posições nas paradas | Melhores posições nas paradas | Melhores posições nas paradas | Álbum                                                         |
| Ano                                                                                   | Single                                              | UK                            | AUS                           | AUT                           | FRA                           | GER                           | IRE                           | NL                            | NZ                            | NOR                           | SWE                           | SWI                           | US                            | Álbum                                                         |
| ------------------------------------------------------------------------------------- | --------------------------------------------------- | ----------------------------- | ----------------------------- | ----------------------------- | ----------------------------- | ----------------------------- | ----------------------------- | ----------------------------- | ----------------------------- | ----------------------------- | ----------------------------- | ----------------------------- | ----------------------------- | ------------------------------------------------------------- |
| 1982                                                                                  | "Iron Out the Rough Spots"                          | —                             | —                             | —                             | —                             | —                             | —                             | —                             | —                             | —                             | —                             | —                             | —                             | No Parlez                                                     |
| 1982                                                                                  | "Love of the Common People"                         | —                             | —                             | —                             | —                             | —                             | —                             | —                             | —                             | —                             | —                             | —                             | —                             | No Parlez                                                     |
| 1983                                                                                  | "Wherever I Lay My Hat (That's My Home)"            | 1                             | 9                             | —                             | —                             | 19                            | 1                             | 48                            | 4                             | —                             | 8                             | —                             | 70                            | No Parlez                                                     |
| 1983                                                                                  | "Come Back and Stay"                                | 4                             | 18                            | 3                             | 5                             | 1                             | 3                             | 2                             | 1                             | 3                             | 16                            | 1                             | 22                            | No Parlez                                                     |
| 1983                                                                                  | "Love of the Common People" [relançamento]          | 2                             | 8                             | 3                             | 24                            | 5                             | 1                             | 1                             | 10                            | —                             | —                             | 3                             | 45                            | No Parlez                                                     |
| 1984                                                                                  | "Love Will Tear Us Apart"                           | —                             | —                             | —                             | —                             | 40                            | —                             | 9                             | —                             | —                             | —                             | —                             | —                             | No Parlez                                                     |
| 1984                                                                                  | "I'm Gonna Tear Your Playhouse Down"                | 9                             | 25                            | —                             | —                             | 37                            | 8                             | 17                            | 18                            | 9                             | 14                            | 13                            | -                             | The Secret of Association                                     |
| 1984                                                                                  | "Everything Must Change"                            | 9                             | 27                            | —                             | —                             | 28                            | 6                             | 23                            | 42                            | —                             | —                             | —                             | 56                            | The Secret of Association                                     |
| 1985                                                                                  | "Everytime You Go Away"                             | 4                             | 20                            | —                             | 16                            | 40                            | 2                             | 16                            | 14                            | 2                             | —                             | —                             | 1                             | The Secret of Association                                     |
| 1985                                                                                  | "Tomb of Memories"                                  | 16                            | 44                            | —                             | —                             | —                             | 6                             | 39                            | —                             | —                             | —                             | —                             | —                             | The Secret of Association                                     |
| 1985                                                                                  | "I'm Gonna Tear Your Playhouse Down" [relançamento] | 88                            | —                             | —                             | —                             | —                             | —                             | —                             | —                             | —                             | —                             | —                             | 13                            | The Secret of Association                                     |
| 1985                                                                                  | "Bite the Hand That Feeds"                          | —                             | —                             | —                             | —                             | —                             | —                             | —                             | —                             | —                             | —                             | —                             | —                             | The Secret of Association                                     |
| 1986                                                                                  | "Wonderland"                                        | 24                            | 51                            | —                             | —                             | —                             | 4                             | 22                            | —                             | —                             | —                             | —                             | —                             | Between Two Fires                                             |
| 1986                                                                                  | "Some People"                                       | 56                            | —                             | —                             | —                             | —                             | 19                            | —                             | —                             | —                             | —                             | —                             | 65                            | Between Two Fires                                             |
| 1987                                                                                  | "Why Does a Man Have to Be Strong?"                 | 63                            | —                             | —                             | —                             | —                             | 25                            | —                             | —                             | —                             | —                             | —                             | —                             | Between Two Fires                                             |
| 1990                                                                                  | "Softly Whispering I Love You"                      | 21                            | —                             | —                             | —                             | —                             | 16                            | 44                            | —                             | —                             | —                             | —                             | —                             | Other Voices                                                  |
| 1990                                                                                  | "Oh Girl"                                           | 25                            | —                             | —                             | —                             | —                             | 20                            | 73                            | 41                            | —                             | —                             | —                             | 8                             | Other Voices                                                  |
| 1990                                                                                  | "Heaven Can Wait"                                   | 71                            | —                             | —                             | —                             | —                             | —                             | —                             | —                             | —                             | —                             | —                             | —                             | Other Voices                                                  |
| 1991                                                                                  | "Calling You"                                       | 57                            | —                             | —                             | —                             | —                             | —                             | —                             | —                             | —                             | —                             | —                             | —                             | Other Voices                                                  |
| 1991                                                                                  | "Senza una donna (Without a Woman)" (com Zucchero)  | 4                             | 42                            | 8                             | 2                             | 2                             | 2                             | 2                             | —                             | 1                             | 1                             | 2                             | —                             | From Time to Time – The Singles Collection                    |
| 1991                                                                                  | "Both Sides, Now" (com Clannad)                     | 74                            | —                             | —                             | —                             | —                             | 3                             | 41                            | —                             | —                             | —                             | —                             | —                             | From Time to Time – The Singles Collection                    |
| 1991                                                                                  | "Don't Dream It's Over" (com Paul Carrack)          | 20                            | —                             | —                             | 27                            | 71                            | 13                            | 67                            | —                             | 6                             | 25                            | —                             | —                             | From Time to Time – The Singles Collection                    |
| 1991                                                                                  | "Come On In" (com Masayuki Suzuki)                  | —                             | —                             | —                             | —                             | —                             | —                             | —                             | —                             | —                             | —                             | —                             | —                             | From Time to Time – The Singles Collection [Japanese version] |
| 1992                                                                                  | "I'm Only Foolin' Myself"                           | —                             | —                             | —                             | —                             | —                             | —                             | —                             | —                             | —                             | —                             | —                             | —                             | From Time to Time – The Singles Collection                    |
| 1992                                                                                  | "What Becomes of the Brokenhearted"                 | —                             | —                             | —                             | —                             | —                             | —                             | —                             | 46                            | —                             | —                             | —                             | 22                            | Trilha sonora de Fried Green Tomatoes                         |
| 1993                                                                                  | "Now I Know What Made Otis Blue"                    | 14                            | —                             | —                             | 16                            | 51                            | —                             | 36                            | 38                            | —                             | —                             | —                             | —                             | The Crossing                                                  |
| 1993                                                                                  | "Hope in a Hopeless World"                          | 42                            | —                             | —                             | —                             | 51                            | —                             | —                             | —                             | —                             | —                             | —                             | —                             | The Crossing                                                  |
| 1994                                                                                  | "It Will Be You"                                    | 34                            | —                             | —                             | —                             | —                             | —                             | —                             | —                             | —                             | —                             | —                             | —                             | The Crossing                                                  |
| 1994                                                                                  | "That's How Heartaches Are Made"                    | 118                           | —                             | —                             | —                             | —                             | —                             | —                             | —                             | —                             | —                             | —                             | —                             | Reflections                                                   |
| 1994                                                                                  | "Until You Come Back To Me"                         | —                             | —                             | —                             | —                             | —                             | —                             | —                             | —                             | —                             | —                             | —                             | —                             | Reflections                                                   |
| 1995                                                                                  | "Grazing in the Grass"                              | 144                           | —                             | —                             | —                             | —                             | —                             | —                             | —                             | —                             | —                             | —                             | —                             | Reflections                                                   |
| 1997                                                                                  | "I Wish You Love"                                   | 33                            | —                             | —                             | —                             | 82                            | —                             | —                             | —                             | —                             | —                             | —                             | —                             | Paul Young                                                    |
| 1997                                                                                  | "Ball and Chain"                                    | —                             | —                             | —                             | —                             | 92                            | —                             | —                             | —                             | —                             | —                             | —                             | —                             | Paul Young                                                    |
| 1997                                                                                  | "Tularosa"                                          | —                             | —                             | —                             | —                             | —                             | —                             | —                             | —                             | —                             | —                             | —                             | —                             | Paul Young                                                    |
| 1997                                                                                  | "Make Someone Happy"                                | —                             | —                             | —                             | —                             | —                             | —                             | —                             | —                             | —                             | —                             | —                             | —                             | Paul Young                                                    |
| 2010                                                                                  | "Come Back" (com Chicane)                           | 151                           | —                             | —                             | —                             | —                             | —                             | —                             | —                             | —                             | —                             | —                             | —                             | Giants (Álbum de Chicane)                                     |
| 2016                                                                                  | "L-O-V-E"                                           | —                             | —                             | —                             | —                             | —                             | —                             | —                             | —                             | —                             | —                             | —                             | —                             | Good Thing                                                    |
| 2016                                                                                  | "I Believe in You (You Believe in Me)"              | —                             | —                             | —                             | —                             | —                             | —                             | —                             | —                             | —                             | —                             | —                             | —                             | Good Thing                                                    |
| "—" indica lançamentos que não entraram nas tabelas ou não foram lançados nesse país. |                                                     |                               |                               |                               |                               |                               |                               |                               |                               |                               |                               |                               |                               |                                                               |